# Percheron
Percheron é uma raça de cavalo francesa originária da atual comuna de Perche, de onde herdou o nome. Trata-se de uma típica raça de cavalo de tração, e a mais conhecida das raças equinas francesas.

## Histórico
Crê-se amplamente que o cavalo árabe jogou um papel importante no desenvolvimento do cavalo percheron, que originou-se nas regiões de La Perche, Normandia e Orleans por volta do ano 732. Nas cruzadas, o percherón foi amplamente reconhecido por sua excelente força e constituição, bem como por sua beleza e  estilo.
No século XVII os cavalos produzidos em La Perche tinham grande fama na Europa, e a raça se difundiu. Trata-se de uma região de pradarias onduladas de pastos naturais, sulcada por rios caudalosos e uma infinidade de riachos, com vales cobertos de bosques. A fertilidade e a topografía do solo dessas ricas terras favoreceram o desenvolvimento de uma excelente raça de cavalo. Com o objeto de preservar e fomentar as raças de cavalo, foram criados na França em 1639 os Haras Nacionais. No ano de 1655 o ministro Colbert decreta  as condições da nova organização, que permite confiar a particulares animais adquiridos pelo Estado. Em 1809 foram introduzidos os primeiros reprodutores inscritos nos registros como animais de tração, e em 1833 foi criada a Société Hippique Percheronne de France.
Em 1839 percherons foram importados pela primeira vez para os Estados Unidos por Edward Harris. Apenas um dos quatro cavalos iniciais sobreviveu à viagem marítima. Pouco depois, foram importados dois garanhões e duas éguas; uma égua morreu pouco depois da chegada e um garanhão ficou cego e foi aposentado em menos de um ano. Embora as primeiras importações de percherons não tenham sido muito bem-sucedidas, o garanhão restante, de propriedade de Edward Harris II, chamado Diligence, foi responsável pela geração de quase 400 potros.
Posteriormente, o percheron do século XIX foi adaptado para puxar os pesados carros do correio da França. Em 1823, um cavalo chamado Jean le blanc foi cruzado com uma égua em La Perche, e todos os descendentes de percheron atuais remontam diretamente a esse cavalo. 
Em muitos países, inclusive nas Américas, o percheron converteu-se no cavalo favorito do fazendeiro e do carreteiro que transportava cargas pelas ruas das cidades. Depois da Segunda Guerra Mundial, a introdução do trator na fazenda moderna fez com que a raça quase se extinguisse, pois conforme a agricultura se modernizou e mecanizou, o percheron foi quase esquecido. No entanto, alguns amantes da raça, incluindo alguns Amish, dedicaram-se à preservação da raça e conservaram-na nos seguintes anos.
Em 1960 viveu-se um renascimento na economia e muitos redescobriram a utilidade do cavalo. Os percherons voltaram então a pequenas fazendas e ao trabalho nos campos. Desde essa época a raça tornou-se usada também para recreio, para desfiles e para transporte. São uma atração nas ruas de muitas cidades turísticas, tanto puxando carruagens como com adornos comerciais.

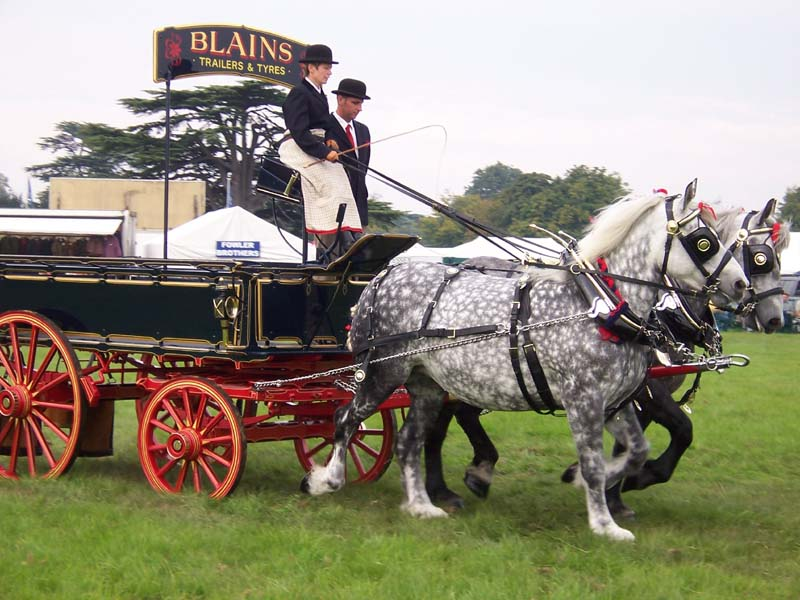
Dois Percherons tracionando

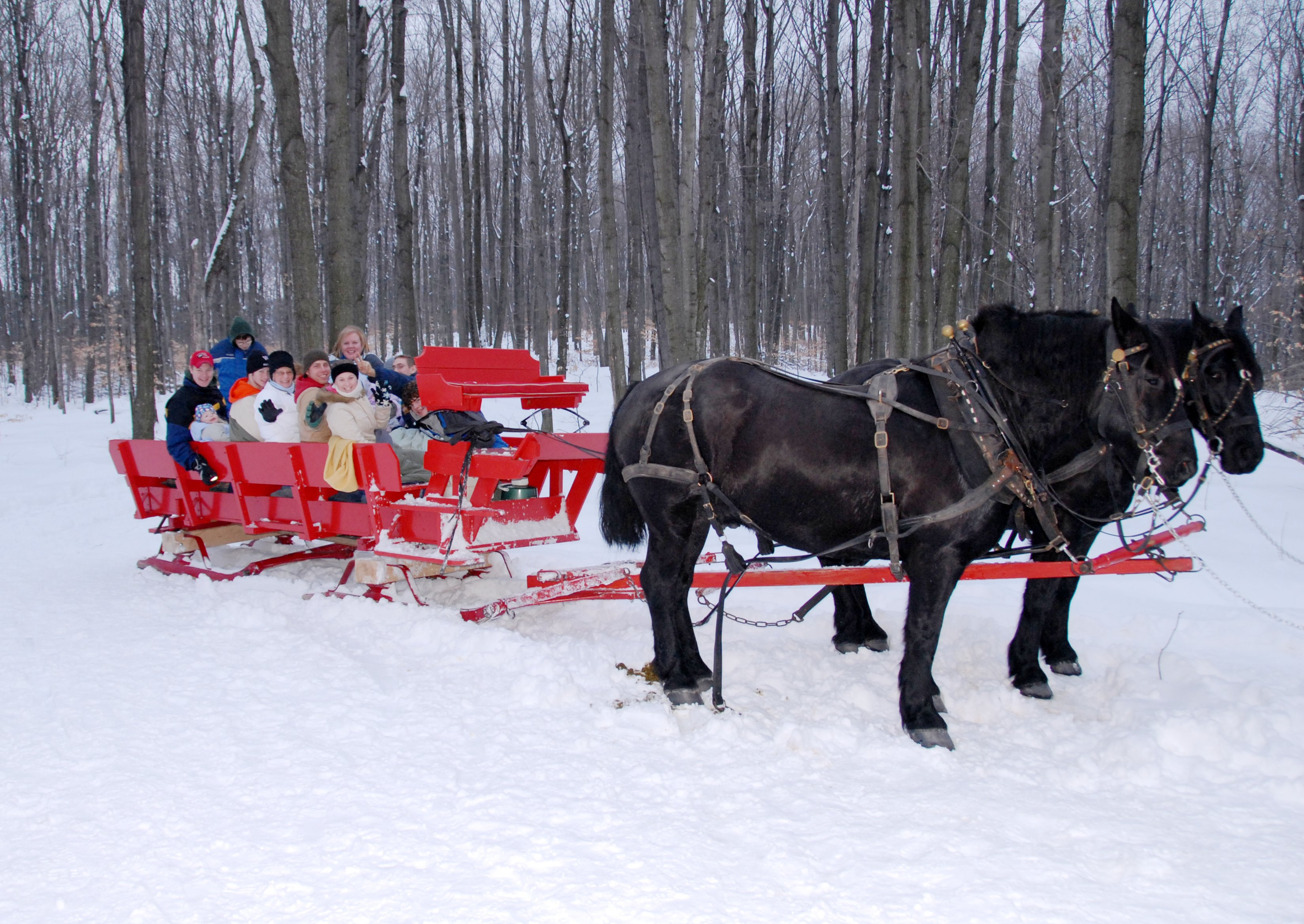
Dois Diligencier Percheron.

## Características
O cavalo percheron se caracteriza por ter uma cabeça elegante, que se alarga entre os olhos, pelo pescoço largo e forte, pelo torso robusto, pelas patas curtas mas muito fortes, e por seus cascos muito duros. São resistentes à maioria das condições climáticas e adaptam-se com facilidade e rapidez. Por sua impressionante corpulência, pode puxar pesadas carruagens, transportar mais de 25 pessoas e arrastar toneladas de peso. Graças à sua resistência, pode percorrer uma média de 60 quilômetros por dia. No século XIX, o percheron “grande” foi utilizado inclusive para puxar ônibus urbanos. Apesar de suas impressionantes medidas, não falta graça aos movimentos do percheron. Sua flexibilidade e agilidade são notáveis, como mostram numerosos espetáculos nos quais realiza todo o tipo de saltos, passos e piruetas. Muitos percherons são utilizados para passeio por sua grande docilidade e temperamento tranquilo.
- Altura

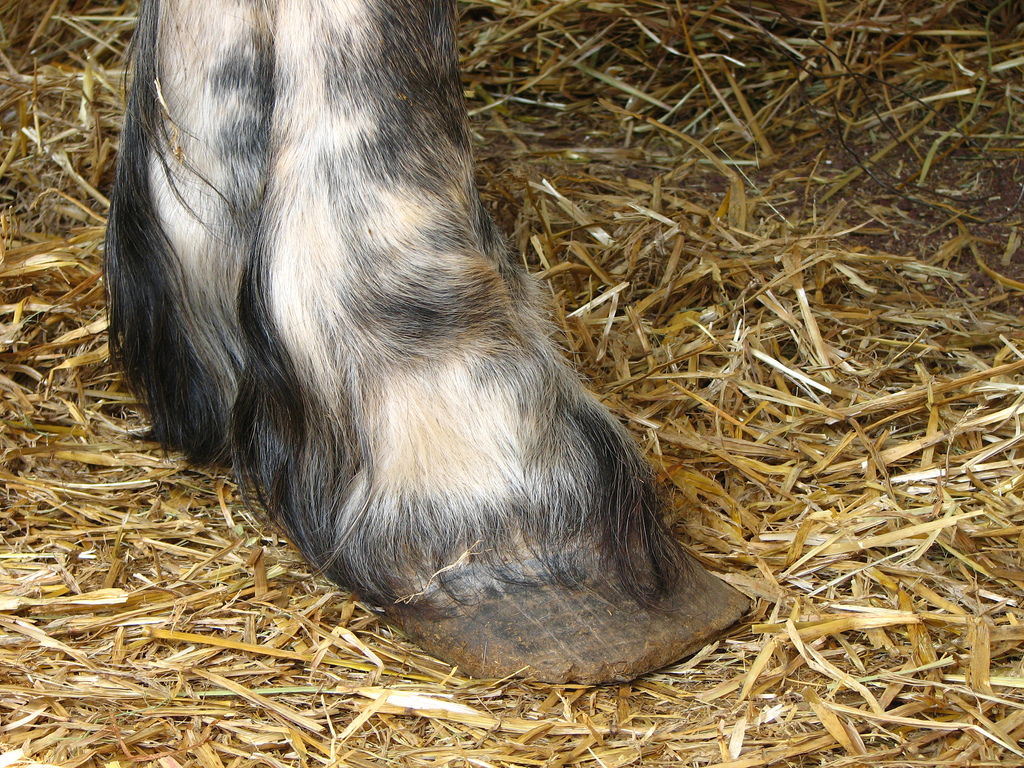
Casco de um percheron

Sua altura, na cernelha, vai de 1,50 a 1,62 m, no caso das éguas, e até 1,75 m no caso dos machos. Em geral costumam ser de pelagem torda ou castanha escuro. A raça é conhecida por seu bom carácter, sua docilidade e seu espírito trabalhador. Têm força e são rápidos de movimento. As tarefas que desempenha são normalmente a tração, a agricultura, o transporte e a reprodução. 
- Corpo

Pescoço curto, largo e musculoso, ligeiramente arqueado. Crina abundante. Costas inclinadas e musculosas. Peito largo e profundo. Dorso firme. Garupa ampla e arredondada (pode ser dupla). Extremidades curtas e muito musculosas, e cascos grandes e resistentes.
- Cabeça

Bastante alongada, mas harmoniosa e expressiva. Bochechas robustas e pequenas em comparação com as dimensões do animal. Frente larga e orelhas muito móveis e curtas, dirigidas para adiante. Olhos grandes. Perfil reto ou obtuso.
- Pelagem

Aceitam-se todas as variações de negro ou cinza. A cinza tordo e a negra azeviche são muito apreciadas. O negro avermelhado e o ruão são ocasionalmente encontrados.
- Peso

Entre 500 e 800 kg para os pequenos, e entre 700 e 1.200 kg para os grandes.
- Caráter

Resistente, enérgico, inteligente, dócil e trabalhador.